# Subfamilie
În clasificarea științifică biologică o subfamilie (în latină: subfamilia, plural subfamiliae) este un rang taxonomic auxiliar (intermediar), situat mai jos de familie dar mai sus de gen. Conform regulilor standard de nomenclatură denumirea subfamilior botanice se termină cu sufixul "-oideae", iar a celor zoologice cu sufixul "-inae".